# Indian Suite
De Indian Suite voor orkest, opus 48, werd gecomponeerd door Edward MacDowell in 1892.
De Indian Suite was de tweede suite voor orkest van de componist. De eerste uitvoering werd verzorgd door het Boston Symphony Orchestra in New York, op 23 januari 1896, dus ruim drie jaar nadat Edward MacDowell de compositie voltooid had. Het werk is gebaseerd op een aantal Indiaanse melodieën en ritmes en duurt ongeveer 30 minuten.
De orkestratie is voor 3 fluiten (3e ook piccolo), 2 hobo's, 2 klarinetten, 2 fagotten, 4 hoorns, 2 trompetten, 4 trombones, tuba, pauken, slagwerk (2 spelers) en strijkers.
De suite kent vijf delen:
- Legend
- Love song
- War Times
- Dirge
- Village Festival

Het eerste deel, Legend, is gebouwd op twee thema’s, allebei voor hoorn. Het tweede, Love Song, vindt zijn herkomst in een liefdeslied van de Iowa-stam. Het derde deel met de titel War Times is, geheel in overeenstemming met de titel, krijgshaftig van karakter. Het vierde, Dirge (klaagzang), is een elegie die wordt aangekondigd door het luiden de klokken. Het vijfde en laatste deel, Village, is gebaseerd op twee Irokese melodieën, de ene pizzicato uitgevoerd door de strijkers, de andere gespeeld door de fluit en de piccolo begeleid door de strijkers en de houtblazers.

## Discografie
- Takou Yuasa en het UlsterOrchestra, Naxos Records, 8.559075

## Referentie
- David Ewen, Encyclopedia of Concert Music. New York; Hill and Wang, 1959.